# Djoungo Rails
Djoungo Rails est un village de la Région du Littoral au Cameroun, situé dans la commune de Mombo.

## Population et développement
En 1967, la population de Djoungo Rails était de 553 habitants, essentiellement de Bamiléké. Lors du recensement de 2005, elle était de 311 habitants.